# Pont de la Bajasse
Ne doit pas être confondu avec Pont de Vieille-Brioude.
Le pont de la Bajasse est un pont du xve siècle qui relie les communes de Vieille-Brioude et Fontannes, en Haute-Loire.

## Localisation
Ce pont franchit la Senouire, un affluent de l'Allier qui est la limite entre les communes de Fontannes sur la rive droite et Vielle-Brioude sur la rive gauche. Il supporte la route qui relie ces deux communes et dessert la léproserie de la Bajasse située à proximité.
Ce nom est aussi donné à un pont disparu, permettant à la route de Clermont-Ferrand au Puy-en-Velay de franchir l'Allier près de la Léproserie. 
On attribue également le nom de pont ou viaduc de Bageasse au pont de chemin de fer sur l'Allier construit au voisinage de l'ancien pont routier.

## Description

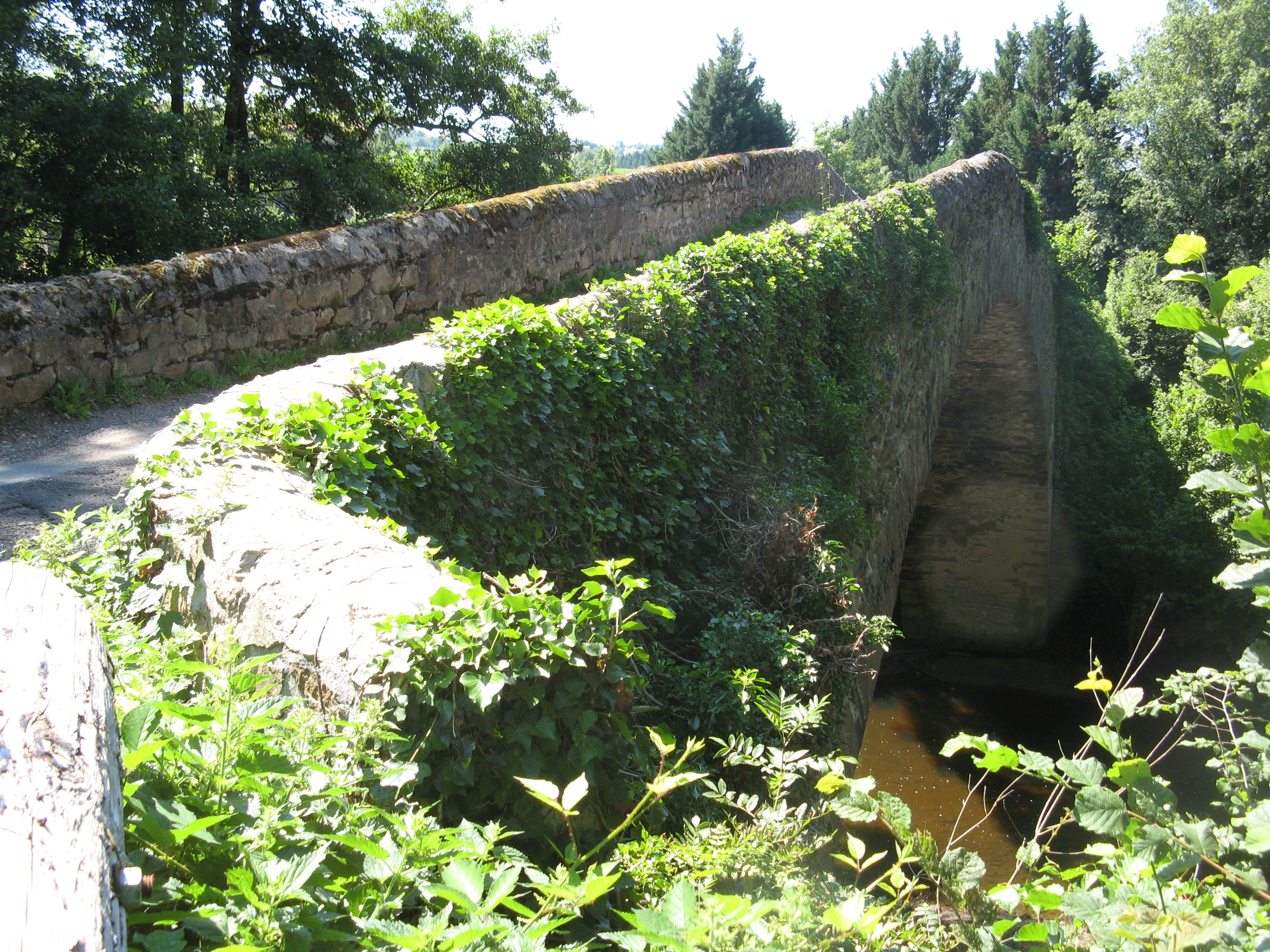
Le pont de la Bajasse en 2018.

Le pont sur la Senouine est un pont de type romain, constitué d'une seule arche en pierres appareillées.

## Historique
Au cours des siècles, la route de Clermont-Ferrand au Puy-en-Velay franchit l'Allier à Vieille-Brioude ou vers la Bajasse selon que l'un ou l'autre pont est détruit par des crues. Quand elle emprunte le pont dit de la Bajasse sur l'allier, elle doit également franchir la Senouine.

### Pont sur la Senouire
Construit au xve siècle, il fait l'objet d'une inscription au titre des monuments historiques depuis le 14 juin 2002. Le pont fait l'objet d'une restauration complète en 2019.

### Pont sur l'Allier
Le pont du Moyen-Âge, le pont du Colombier d'Anis, est détruit par une crue en 1421. Un nouveau pont construit vers 1750 est emporté par une crue dès 1783. Un bac est ensuite établi mais le franchissement de l'Allier vers la Bajasse disparait totalement quand le pont de Vieille-Brioude, situé à quelques kilomètres en amont, est reconstruit au xixe siècle.